# Тиле, Юст Матиас
Юст Матиас Тиле (дат. Just Mathias Thiele; 1795—1874) — датский историк, библиограф

, библиотекарь

, драматург и поэт. В ряде источников, например в «ЭСБЕ», его имя пишется через тире: Юст-Матиас Тиле. Являясь центральной фигурой датского Золотого века, он внёс заметный вклад в культурную жизнь Дании в различных сферах. Тиле собирал и публиковал датские народные сказки, вдохновленный творчеством братьев Гримм.

## Биография
Юст Матиас Тиле родился 13 декабря 1795 года в городе Копенгагене.

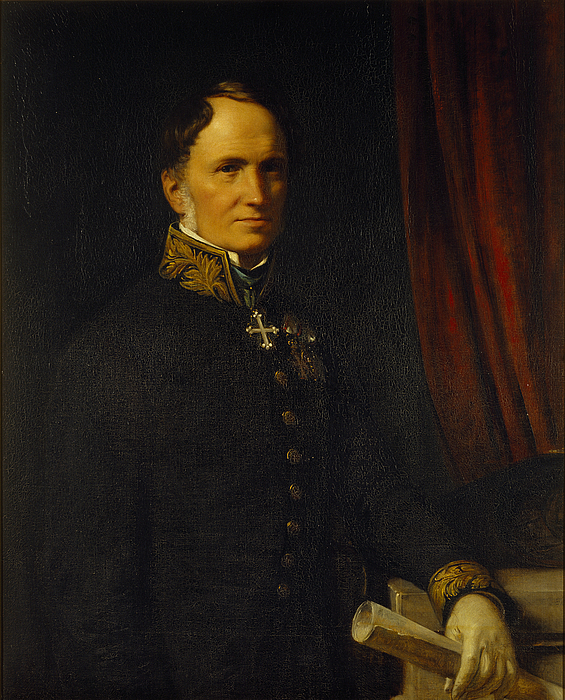
Портрет Ю. М. Тиле
(художник В. Марстранд)

Получив образование в столичной школе и одновременно беря уроки у А. Г. Рудельбаха, Ю.-М.Тиле в 1816 году дебютировал на литературном поприще в журнале «Danfana», а в следующем году опубликовал свою первую книгу — роман под названием «Bjergmandsdalen».
С 1817 по 1835 год он работал в Королевской датской библиотеке. На этом этапе, вдохновленный произведениями братьев Гримм, Тиле собирал датские народные сказки, опираясь как на письменные, так и на устные источники, которые он собирал во время путешествий по стране. Он опубликовал их в четырех томах под заглавием: «Danske Folkesagn I—IV» между 1818 и 1823 годами (расширенное издание вышло в свет в 1843 году).
Юст Матиас Тиле также писал стихи и драмы, но без особого признания читателей и критиков, и его работы в этой области сегодня практически забыты; в «ЭСБЕ» также утверждается, что «Самостоятельное творчество Тиле не имеет особенного значения».

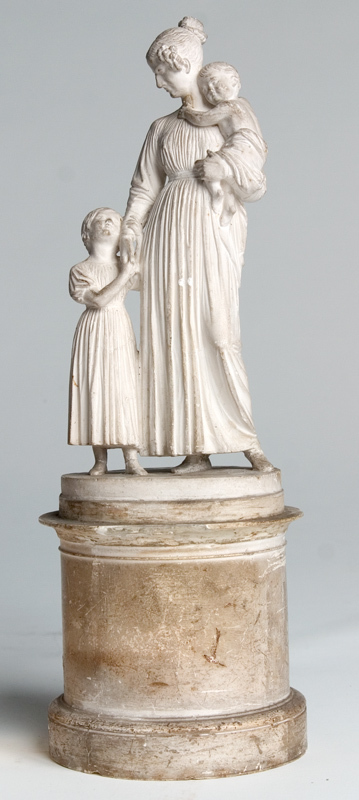
Супруга Софи (урожденная Холтен) с дочерьми Идой и Ханн, 1858. Скульптор Биссен

Главную заслугу Тиле составляет ревностное собирание памятников народной поэзии, изданных им в «Danske Folkesagn» (Датские народные сказания, 1818—23) и «Den danske Almues overtroiske Meninger» (Суеверия датского простого народа, 1860). Написал еще «Thorvaldsen og hans Vaerker» (Торвальдсен и его произведения, 1831—56) и издал, вместе с Румором, «Geschichte d. königl. Küpferstichsammlung zu Copenhagen» (1836).

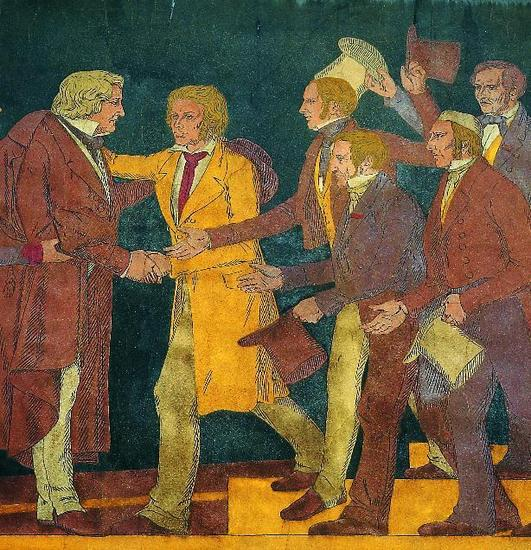
Приём в Музее Торвальдсена; Тиле — третий слева, стоящий позади Йонаса Коллина

В 1834 году Юст Матиас Тиле вместе с Карлом Фридрихом фон Румором основал Королевскую коллекцию гравюр, которая теперь является частью Датской национальной галереи в Копенгагене. После смерти Бертеля Торвальдсена Тиле сохранил его архивы и другие документы и на их основе написал первую биографию выдающегося скульптора.
Заслуги учёного перед отечеством были отмечены вторым по значимости рыцарским орденом Дании — орденом Данеброг.
Тиле был женат на Софи (урожденной Холтен); в этом браке у них родилось несколько детей из которых Торвальд Николай стал математиком и астрономом и считается одним из основателей актуарных расчётов, а дочь Ида стала матерью художника Харальда Гирзинга и её имя ы 1835 году увековечил Ганс Христиан Андерсен в произведении «Цветы маленькой Иды».